# Kombinationsschrift
Die Kombinationsschrift ist eine von Josef Albers entworfene Schrift aus Einzelsegmenten. Seit 1923 arbeitete er mit Schablonen und entwarf Lettern, die sich aus den geometrischen Grundformen Quadrat, Dreieck und Viertelkreis ableiten. 1928 entwickelte er die Kombinationsschrift, bei der das lateinische Alphabet aus 3 geometrischen Elementen zusammengesetzt wird. Albers entwickelte eine Serie von zehn modularen Schriftelementen.

Aus diesen wiederkehrenden 3 Grundformen ist es durch Drehung und Änderung der Anordnung möglich, verschiedene Glyphe zu konstruieren. Als Vorzüge der Kombinationsschrift gibt Albers an: 

„die anzahl der typen wird um mehr als 97% reduziert: der setzkasten des druckers für antiqua-(latein-) schrift hat 114 typen, die kombinationsschrift nur 3. (...) die abnützung der typen erfolgt nun gleichmäßig. es gibt keine ungenützten oder selten gebrauchten typen mehr (wie p, x, y), kein ausgehen der häufig gebrauchten buchstaben (e, a, n).“

Von der Metallglas-Aktiengesellschaft Offenburg Baden wurde die Kombinationsschrift in verschiedenfarbigem Glas produziert und angeboten. Als Bleisatzschrift wurde sie nicht veröffentlicht.
Josef Albers veröffentlichte in bauhaus, deutsche Zeitschrift für Gestaltung (1926–1931) einen Artikel zu seiner Schrift, in dem er auf die Flexibilität des Systems hinweist. „Der Baukasten ist in der Lage mit nur drei Elementen, nicht nur 27 Glyphen zu konstruieren, sondern auch bis zu vier verschiedene Variationen der Glyphen und 12 verschiedene Schriftschnitte.“